# Scott Gurney
Pour les articles homonymes, voir Gurney.
Scott Gurney (né en 1972) est un mannequin, acteur et producteur de télévision américain.
Il est joueur de soccer, membre de la National Collegiate Athletic Association. Il fait quelques apparitions dans des séries télévisées avant d'avoir des rôles plus suivis dans les séries Push puis Alerte à Malibu. Il a aussi travaillé comme mannequin pour l'agence International Male à San Diego.
Il est depuis devenu producteur de séries de téléréalité ou de séries documentaires. Il a entre autres coproduit Duck Dynasty, qui était nommé à la 25e cérémonie des Producers Guild of America Awards.

## Filmographie choisie
Acteur
- 1995 : Sauvés par le gong (télévision)
- 1996 : Mariés, deux enfants (télévision)
- 1998 : Push (télévision)
- 1998-1999 : Alerte à Malibu (télévision)
- 2001 : Fluffer de Richard Glatzer et Wash Westmoreland

Producteur
- 2004-2005 : Cold Turkey
- 2005 : Top Model USA
- 2010 : Wild Reckon
- 2010-2014 : Adjugé, vendu !
- 2011-2012 : American Guns
- 2012-2016 : Duck Dynasty